# قائمة الأمم المذكورة في الكتاب المقدس
قائمة الدول المذكورة في الكتاب المقدس.

## أ
- الأردن[1] (تشير إلى نهر الأردن)
- أرض إسرائيل (مرات عديدة)
- أرمينيا[2] (في نسخة الملك جيمس)، أو «أرض أرارات»[3] (في ترجمات أخرى)

## إ
- إثيوبيا[4][5]
- إدوم (أوقات مختلفة)[6]
- إسبانيا[7]
- إيطاليا[8]

## آ
- مقاطعة آسيا[9] (تركيا الحديثة)
- آشور[10]

## ب
- بابل[11] (العراق الحديث)
- باشان[12]
- بلاد الغال[13] (فرنسا الحديثة). موجودة فقط في سفر المكابيين الأول بالأسفار القانونية الثانية الموجود في الأناجيل الكاثوليكية والأرثوذكسية الشرقية.
- بلاد فارس[14]
- مملكة البنطس[15]

## ر
- روما القديمة[15]

## س
- السامرة[16] (مملكة إسرائيل (السامرة))[17]
- سبأ[18] (فيما يتعلق بملكة سبأ)
- سوريا[19] (أشير إليها أيضًا باسم أرام[20])

## ش
- شبه الجزيرة العربية[21]

## ف
- يذكر الفلبين باسم أوفير[22]
[انحياز][

## ق
- قبرص[23]

## ك
- مملكة كوش[24]
- مملكة كابادوكيا[15]
- كريت[25]
- كرواتيا (دالماسيا)[26]

## ل
- لبنان (عدة مرات، يشير بشكل رئيسي إلى أرز لبنان)[27]
- ليبيا[28][15]
- ليديا[29]

## م
- مالطا (غرق بول بول على ساحل مالطا)[30]
- مصر (مرات عديدة، ولا سيما في سفر الخروج وطفولة يسوع)
- مقدونيا[31]
- إمبراطورية ميديا[32]
- ميزوبوتاميا[15]

## ه
- الهند[4]

## ي
- يأجوج (أوقات مختلفة، ولا سيما في الأنبياء)
- اليونان[33] (عدة مرات، كانت العديد من رسائل بولس إلى مدن موجودة في اليونان الحديثة)
- مملكة يهوذا[34]
- مقاطعة يهوذا[35]